# Jørgen Steen Nielsen (journalist og forfatter)
 For alternative betydninger, se Jørgen Steen Nielsen. (Se også artikler, som begynder med Jørgen Steen Nielsen)
Jørgen Steen Nielsen (født 4. juni 1952) er en dansk journalist og forfatter.
Han er cand.scient. i biologi 1983, og var medstifter af og aktiv i Organisationen til Oplysning om Atomkraft (OOA). I perioden 1986-88 var han forlagsredaktør på Munksgaards Forlag og 1988-89 medindehaver af Medieværkstedet Chaos.
Jørgen Steen Nielsen har siden 1985 været miljø- og videnskabsmedarbejder på Dagbladet Information, afbrudt af perioden 1995-2002, hvor han var chefredaktør. Han er nu atter journalistisk medarbejder og dækker de miljø- og sikkerhedspolitiske områder.
Jørgen Steen Nielsen blev sammen med journalistkollegerne Charlotte Aagaard (Information) og Bo Elkjær (Ekstra Bladet) tildelt Cavlingprisen 2003 for deres gennemarbejdede, veldokumenterede og kritiske artikler om det demokratiske beslutningsgrundlag for Danmarks deltagelse i Irak-krigen.